# 뫼블루트 미랠리예프
뫼블루트 무스타파 오글루 미랠리예프(아제르바이잔어: Mövlud Mustafa oğlu Mirəliyev, 1974년 2월 27일~)는 아제르바이잔의 유도 선수, 지도자이다. 2003년 세계 선수권 대회에서 남자 하프헤비급 동메달을 획득했고 2008년 하계 올림픽에서 남자 하프헤비급 동메달을 획득했다. 은퇴 후에는 아제르바이잔 대표팀을 지도했다.